# Onychonycteris
Onychonycteris finneyi es la especie más primitiva de los dos géneros monoespecíficos más antiguos de murciélagos de que hay registro. Vivió en una área que hoy día es el estado de Wyoming en Estados Unidos, durante el período Eoceno, hace 52,5 millones de años. 

## Historia y descripción
Dos fósiles de esta especie fueron encontrados en la formación Green River en 2003, y situados en una nueva familia cuando el descubrimiento fue publicado en la revista Nature en febrero de 2008. Onychonycteris sucede a Icaronycteris index, anteriormente considerada la especie de murciélago más primitiva. Onychonycteris llegaba a medir hasta 20 centímetros de largo y su alimentación era a base de insectos. Es considerado único entre los murciélagos debido al hecho de poseer garras en cada uno de sus cinco dedos, en oposición a los dos o tres dedos existentes en las otras especies conocidas, de ahí que el nombre del género se refiera a esa peculiaridad (del griego onycho, garra, y nycteris, murciélago, «murciélago con garras»). El nombre específico de la especie es un tributo al buscador de fósiles y preparador que descubrió al espécimen, Bonnie Finney.
Las proporciones corporales del Onychonycteris finneyi, con las extremidades traseras más largas y las delanteras más cortas en comparación con los actuales murciélagos, sugiere que vivía en los árboles y que era un buen trepador. Onychonycteris finneyi fue catalogado como el primer murciélago conocido, debido a que es el registro fósil más antiguo que se tiene de un mamífero capaz de efectuar un vuelo verdadero, autopropulsado, motorizado por sus músculos pectorales; se cree que lo hacía batiendo las alas y planeando alternadamente.

## Vuelo frente a ecolocación
Onychonycteris finneyi es la mayor evidencia actual en el debate sobre si los murciélagos desarrollaron la ecolocación antes o después de la capacidad de volar. O. finneyi tenía unas alas bien desarrolladas y podría volar, pero carecía de la amplia cóclea de todos los murciélagos con la capacidad de ecolocación existentes, más similar a los megaquirópteros, que carecen de esta capacidad.  Esto indica que los primeros murciélagos podrían volar antes de desarrollar la ecolocación. Se desconoce si Onychonycteris tenía los ojos grandes de la mayor parte de animales nocturnos, o si por el contrario era un animal diurno y contaba con una visión normal; ninguna de estas teorías se ha podido comprobar dado que no se han encontrado fósiles con las cuencas de los ojos intactas.

## Filogenia
Cladograma según análisis de Simmons et al. de 2008:

|  | † Hassianycteris                                                                         |
|  |                                                                                          |
|  | \| \| † Palaeochiropteryx \| \| \| \| \| \| Megachiroptera y Microchiroptera \| \| \| \| |
|  |                                                                                          |
|  | † Palaeochiropteryx                                                                      |
|  |                                                                                          |
|  | Megachiroptera y Microchiroptera                                                         |
|  |                                                                                          |

|  | † Palaeochiropteryx              |
|  |                                  |
|  | Megachiroptera y Microchiroptera |
|  |                                  |

|  | † Hassianycteris                                                                         |
|  |                                                                                          |
|  | \| \| † Palaeochiropteryx \| \| \| \| \| \| Megachiroptera y Microchiroptera \| \| \| \| |
|  |                                                                                          |
|  | † Palaeochiropteryx                                                                      |
|  |                                                                                          |
|  | Megachiroptera y Microchiroptera                                                         |
|  |                                                                                          |

|  | † Palaeochiropteryx              |
|  |                                  |
|  | Megachiroptera y Microchiroptera |
|  |                                  |

|  | † Hassianycteris                                                                         |
|  |                                                                                          |
|  | \| \| † Palaeochiropteryx \| \| \| \| \| \| Megachiroptera y Microchiroptera \| \| \| \| |
|  |                                                                                          |
|  | † Palaeochiropteryx                                                                      |
|  |                                                                                          |
|  | Megachiroptera y Microchiroptera                                                         |
|  |                                                                                          |

|  | † Palaeochiropteryx              |
|  |                                  |
|  | Megachiroptera y Microchiroptera |
|  |                                  |

|  | † Hassianycteris                                                                         |
|  |                                                                                          |
|  | \| \| † Palaeochiropteryx \| \| \| \| \| \| Megachiroptera y Microchiroptera \| \| \| \| |
|  |                                                                                          |
|  | † Palaeochiropteryx                                                                      |
|  |                                                                                          |
|  | Megachiroptera y Microchiroptera                                                         |
|  |                                                                                          |

|  | † Palaeochiropteryx              |
|  |                                  |
|  | Megachiroptera y Microchiroptera |
|  |                                  |

|  | † Hassianycteris                                                                         |
|  |                                                                                          |
|  | \| \| † Palaeochiropteryx \| \| \| \| \| \| Megachiroptera y Microchiroptera \| \| \| \| |
|  |                                                                                          |
|  | † Palaeochiropteryx                                                                      |
|  |                                                                                          |
|  | Megachiroptera y Microchiroptera                                                         |
|  |                                                                                          |

|  | † Palaeochiropteryx              |
|  |                                  |
|  | Megachiroptera y Microchiroptera |
|  |                                  |

|  | † Hassianycteris                                                                         |
|  |                                                                                          |
|  | \| \| † Palaeochiropteryx \| \| \| \| \| \| Megachiroptera y Microchiroptera \| \| \| \| |
|  |                                                                                          |
|  | † Palaeochiropteryx                                                                      |
|  |                                                                                          |
|  | Megachiroptera y Microchiroptera                                                         |
|  |                                                                                          |

|  | † Palaeochiropteryx              |
|  |                                  |
|  | Megachiroptera y Microchiroptera |
|  |                                  |

|  | † Hassianycteris                                                                         |
|  |                                                                                          |
|  | \| \| † Palaeochiropteryx \| \| \| \| \| \| Megachiroptera y Microchiroptera \| \| \| \| |
|  |                                                                                          |
|  | † Palaeochiropteryx                                                                      |
|  |                                                                                          |
|  | Megachiroptera y Microchiroptera                                                         |
|  |                                                                                          |

|  | † Palaeochiropteryx              |
|  |                                  |
|  | Megachiroptera y Microchiroptera |
|  |                                  |

|  | † Hassianycteris                                                                         |
|  |                                                                                          |
|  | \| \| † Palaeochiropteryx \| \| \| \| \| \| Megachiroptera y Microchiroptera \| \| \| \| |
|  |                                                                                          |
|  | † Palaeochiropteryx                                                                      |
|  |                                                                                          |
|  | Megachiroptera y Microchiroptera                                                         |
|  |                                                                                          |

|  | † Palaeochiropteryx              |
|  |                                  |
|  | Megachiroptera y Microchiroptera |
|  |                                  |

## En la cultura popular
Onychonycteris está presente en el videojuego Ark: Survival Evolved en el cual es representado como un murciélago gigante al que puedes domesticar.